# Mała encyklopedia sportu
Mała encyklopedia sportu – 2-tomowa, polska encyklopedia sportowa poświęcona różnym dyscyplinom sportowym, która wydana została w latach 1984–1987 w Warszawie przez wydawnictwo Sport i Turystyka  .

## Opis
Encyklopedia ma charakter pracy zbiorowej. Zredagował i opracował ją zespół pod kierownictwem komitetu redakcyjnego w składzie Kajetan Hądzelek, Eugeniusz Skrzypek, Witold Domański, Zygmunt Głuszek i inni. Jej treść konsultowana była ze specjalistami z poszczególnych dziedzin sportu oraz przedstawicieli nauki o kulturze fizycznej .
Ukazała się w dwóch tomach. Jest ilustrowana, zawiera czarno białe i kolorowe zdjęcia, wykresy, mapy, schematy oraz rysunki .
Zawiera informacje o większości dyscyplin sportu, historii, imprezach sportowych, infrastrukturze służącej do jego uprawiania, kształceniu kadr, szkolnictwie, wydawnictwach, sztuce oraz wszystkich innych zagadnieniach związanych z tą tematyką .

## Tomy
Encyklopedię wydano w dwóch tomach:
- Mała encyklopedia sportu t.1, A-K, 320 stron, ilustracje[1]
- Mała encyklopedia sportu t.2, L-Ż, 694 stron, ilustracje[2]